# Brotogeris pyrrhoptera
Il parrocchetto guancegrigie (Brotogeris pyrrhoptera Latham, 1801) è un uccello della famiglia degli Psittacidi.
Affine al parrocchetto alicanarino, con taglia attorno ai 20 cm, è caratterizzato dalla banda alare rossa, da fronte e guance grigie e da corona e nuca azzurrate. Il resto del piumaggio è verde intenso nelle parti superiori e verde chiaro in quelle inferiori. Vive a ovest della Cordigliera delle Ande, nelle savane fino a 1400 metri in Ecuador e Perù.